# 삼성 갤럭시 A71
삼성 갤럭시 A71와 삼성 갤럭시 A 퀀텀(삼성 갤럭시 A71 5G)은 삼성 갤럭시 A 시리즈의 모델이며 2019년에 공개한 모델이다. 삼성전자에서 삼성 갤럭시 A50과 마찬가지로 2019년 출시된 모델로 온스크린 지문인식, 삼성페이 등 탑재된 모델이다. 국내에는 2020년 중반기에 갤럭시 A 퀀텀이라는 이름으로 SK텔레콤의 단독 모델로 출시되었다. 슈퍼 아몰레드 플러스 FHD+ 6.7인치 디스플레이, 64 MP 와이드, 12 MP 초광속, 5 MP 매크로 카메라, 4500 mAh 배터리, 광학식 화면 지문 및 센서를 갖추고 있다. 2020년 4월에는 표준 5G 모델이, 2020년 7월에는 A 퀀텀 모델이 출시되었다.

## 성능

### 하드웨어
삼성 갤럭시 A71 해외판의 경우 스냅드래곤 760G이 모바일 AP로 탑재되었고 삼성 갤럭시 A 퀀텀은 엑시노스980이 모바일 AP로 탑재되었고 대략 스냅드래곤845급 성능을 낸다. 디스플레이는 6.7인치 2560x1080 FHD+ 슈퍼아몰레드 플러스가 채택되었으며 배터리는 내장형의 리튬 이온 배터리 4500mAh가 탑재되었다. 또 중급기 스마트폰 삼성 갤럭시 A90 다음으로 25W 고속충전을 지원한다. 삼성 갤럭시A71 혹은 삼성 갤럭시 A 퀀텀은 삼성전자 중급형 스마트폰 중에서 전력 효율이 가장 좋은 스마트폰으로 손꼽힌다. A 퀀텀은 162.5mm(6.40인치) x 75.5mm(0.30인치) x 8.1mm(0.30인치)이며 무게는 185g(6.5인치)이다. 퀄컴 스냅드래곤 730 (8 nm) 옥타코어(2x2.2 GHz 크리오 470 골드 & 6x1.8 GHz 크리오 470 실버) 칩과 아드레노 618 GPU를 탑재했다.7 nm) 옥타 코어(1x2.4 GHz Kryo 475 Prime 및 1x2.2 GHz Kryo 475 GHz GHz Greo 475 Silver)와 Adreno 620 GPU. 전화기에는 마이크로 카드를 통해 확장할 수 있는 6GB 또는 8GB RAM이 포함되어 있다. 그것은 25W 초고속 충전기로 충전되는 비이동식 4500mAh 리튬 폴리머 배터리를 탑재하고 있다. 디스플레이에는 온스크린 지문 센서도 탑재했다.

### 카메라
삼성 갤럭시 A71은 아이폰 11, 픽셀 4와 비슷한 직사각형 돌출부가 구석에 위치한 'L'자 형태로 4개의 카메라 세팅이 적용됐다. 이 어레이는 64 MP 광각 카메라, 12 MP 초광각 카메라, 5 MP 매크로 카메라, 5 MP depth 센서로 구성되어 있다. 그것은 또한 32 MP 전면 카메라를 가지고 있는데, 화면 앞쪽에 있는 작은 펀치 구멍에 위치해 있다. 후면 카메라는 30fps에서 최대 4K까지 영상을 녹화할 수 있으며, 30, 240, 960fps에서 1080p까지 녹화할 수 있다. 전면 카메라는 30fps로 1080p 촬영이 가능하다. 후면 카메라에도 슈퍼 스테디 OIS가 탑재됐다.

### 소프트웨어
갤럭시 A71은 안드로이드 10과 One UI 2를 기본탑재되었다. 이 전화기는 또한 시스템 보안을 강화하기 위해 삼성 녹스가 있다.
2020년 8월 18일, 삼성은 A71을 포함한 3세대 안드로이드 소프트웨어 업데이트를 지원한다고 발표했다.
2020년 12월 2일, 갤럭시 A71은 One UI 3를 탑재한 안드로이드 11 업그레이드가 가능하다고 발표되었다.
2021년 3월에 안드로이드 11 기반 One UI 3 업데이트가 출시되었다.

## 출시 / 탑재
한국에서는 SK텔레콤을 통해 삼성 갤럭시 A 퀀텀이라는 이름으로 출시되었다. 세계최초로 양자보안 칩을 탑재하였다.
출고가는 68만 9천원으로 책정되었으며 SK텔레콤의 단독 모델이므로 자급제로는 판매하지 않는다.

## 역사
삼성 갤럭시 A71은 2019년 12월 삼성 갤럭시 A51과 함께 발표되었다. 삼성전자는 2020년 4월 엑시노스 980 SoC를 탑재한 삼성 갤럭시 A 퀀텀 모델을 발표했다. mmWave를 지원하는 A 퀀텀은 초광대역 버전은 버라이즌 전용이다.

## 같이 보기
- 삼성 갤럭시 A51
- 삼성 갤럭시 A70
- 삼성 갤럭시 A 시리즈